# 国司元武

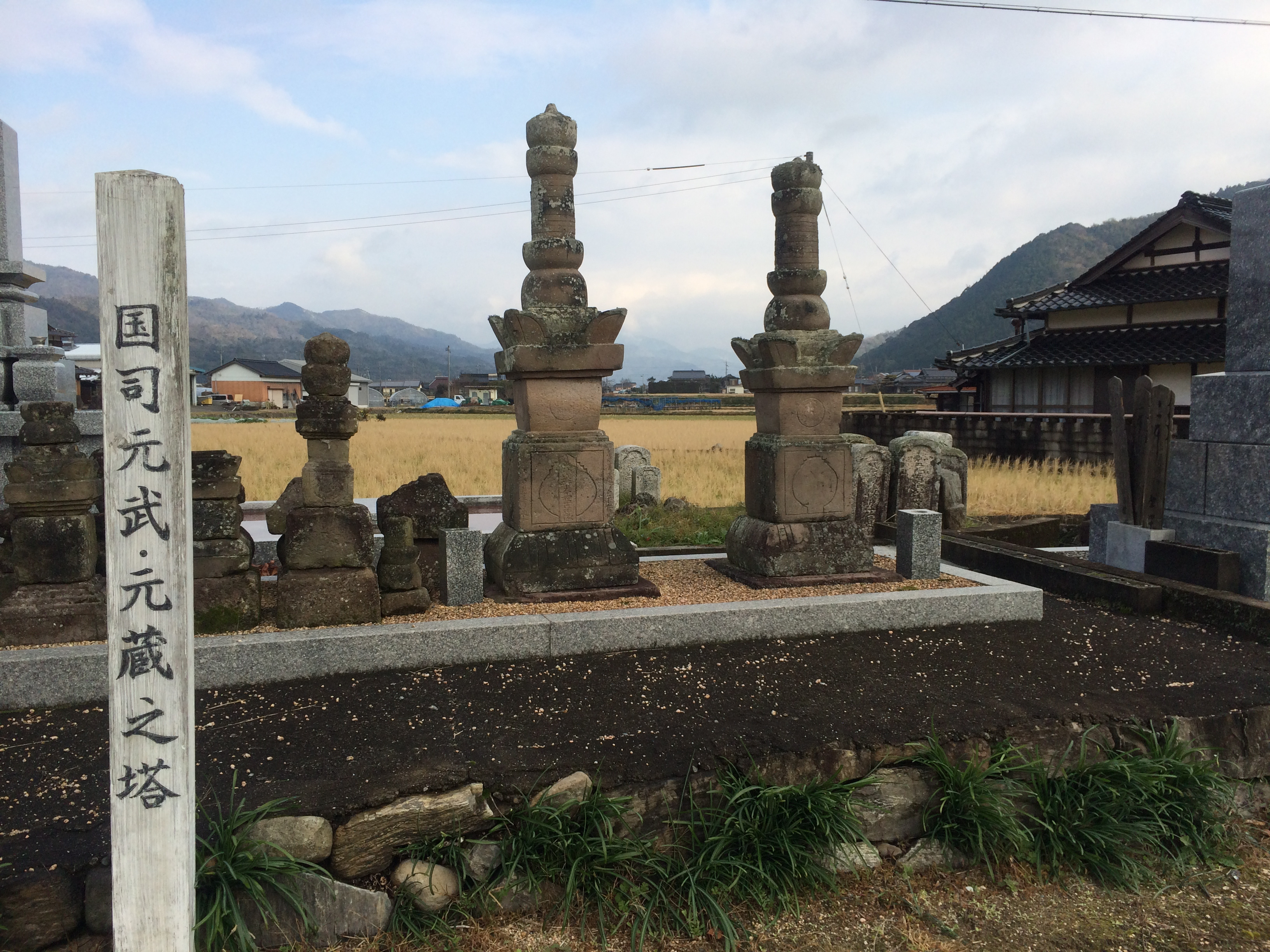
伊賀地にある国司元武・元蔵の墓塔

国司 元武（くにし もとたけ）は、戦国時代から安土桃山時代にかけての武将。毛利氏の家臣で、五奉行の一人。父は国司元相。

## 生涯
天文7年（1538年）、毛利氏家臣・国司元相の嫡男として生まれる。
永禄10年（1567年）頃、父・元相の隠居によって家督を譲られ、父の後を継いで五奉行として活動。毛利輝元の守役を務めた。
天正10年（1582年）5月に毛利元就の娘婿である上原元将が羽柴秀吉の調略を受けて織田氏に降ると、元武は上原元将と親しかった湯浅将宗に元将離反の報せを届けた。将宗は直ちに吉川元春と小早川隆景に元将離反を報じて自らの潔白を示し、元春と隆景は直ちに楢崎元兼を派遣して上原元将の日幡城を攻め落とさせた。
嫡男の助六が早世したため、天正15年（1587年）に弟の国司元蔵に家督を譲って隠居したが、豊臣秀吉の天下統一後の文禄・慶長の役でも、朝鮮に渡り戦功を挙げるなど、毛利氏の重臣として活躍した。
慶長5年（1600年）の関ヶ原の戦い後の毛利氏の防長移封後は、元蔵の知行地である周防国佐波郡伊賀地村に移住して暮らした。慶長15年（1610年）6月4日、萩において死去。享年73。伊賀地村の西方寺に葬られたが、西方寺は現存せず、墓地のみが残る。

## 逸話
- 毛利輝元の守役を務め、輝元が晩年の頃も親しく交流していた。輝元と元武は酒好きで、いつも顔を合わせて飲んでいたという記録が残っている。[3][4][5]